# Issaquena megye
Issaquena megye az Amerikai Egyesült Államokban, azon belül Mississippi államban található. Megyeszékhelye és legnagyobb városa Mayersville. Lakosainak száma 1338 fő (2020. április 1.). Issaquena megye Washington, Warren, Sharkey, Yazoo, Chicot és East Carroll megyékkel határos.

## Népesség
A megye népességének változása:
| Lakosok száma | 1398 | 1379 | 1393 | 1395 | 1337 | 1338 |
|               | 2010 | 2011 | 2012 | 2013 | 2015 | 2020 |